# Nuevo pacto verde

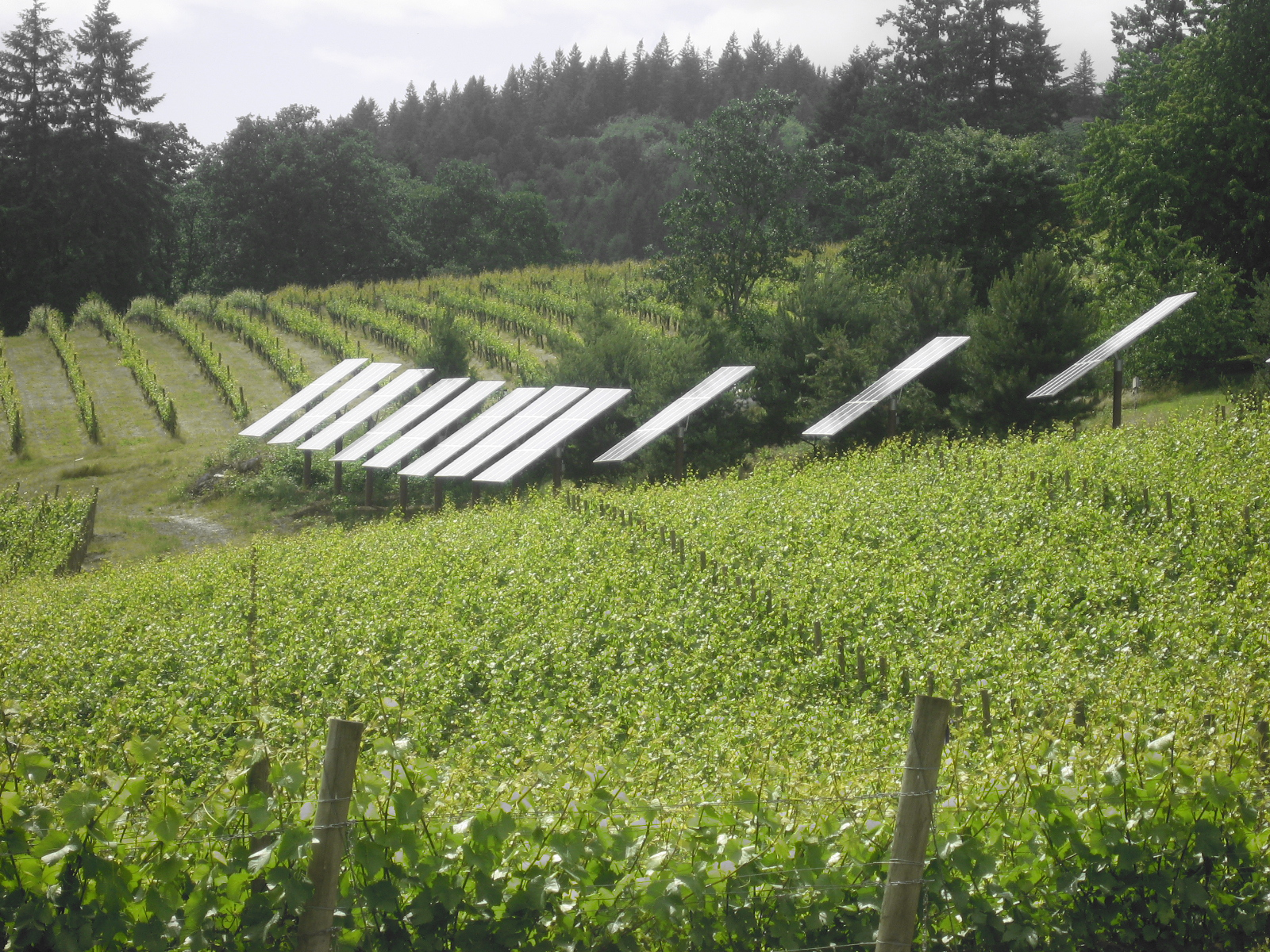
Agricultura sostenible combinada con generación de energía renovable

El nuevo pacto verde (en inglés: green new deal) es un conjunto de propuestas políticas para ayudar a abordar el calentamiento global y la crisis financiera. El nombre es una referencia al New Deal, los programas sociales y económicos que inició el presidente de los Estados Unidos Franklin D. Roosevelt para paliar con la Gran Depresión.

## Proponentes notables
Entre las personalidades proponentes destacadas del nuevo pacto verde se hallan:
- Thomas Friedman (Estados Unidos)[4][5]
- Elza Wenzel[6]
- El grupo Green New Deal (Reino Unido) y la New Economics Foundation[7]
- Van Jones (Estados Unidos), en su libro The Green Collar Economy[8]
- El Programa de las Naciones Unidas para el Medio Ambiente comenzó una iniciativa de economía verde conocida como el "Global Green New Deal"[9]
- El reporte «Towards a Green New Deal: Economic stimulus and policy action for the double crunch» (Australia)[10]
- La conferencia para Australia de Green New Deal, llevada a cabo en octubre de 2009.
- «Centro Europeo de Energía» Conferencias llevadas a cabo en India[11] y Europa[12] por el Centro Europeo de Energía
- La congresista Alexandria Ocasio-Cortez

## Relación con otros planes de estímulo
Muchos de los planes nacionales de estímulo económico propuestos o aceptados a finales de 2008 o a inicios de 2009 tuvieron un componente "verde", por ejemplo, en los Estados Unidos, Japón y Corea del Sur.
En 2009, el Partido Verde y otros grupos en Nueva Zelanda dirigieron conferencias, discusiones, etc., para delinear el New Green Deal.
En Australia, el grupo político los Verdes Australianos quienes mantienen el equilibrio del poder en el gobierno, propusieron cambios en lo concerniente a Plan de estímulo al trabajo por parte del Gobierno, el cual fue visto por algunos como un potencial Green New Deal en Australia.
El Green New Deal Europa además de exigir la reducción de las emisiones de dióxido de carbono y <<la transformación del sistema de producción, de consumo y de las relaciones sociales>>, tiene como objetivo la lucha contra la explotación ambiental y la desigualdad basada en una economía de financiamiento público, proporcionar <<los medios para garantizar que las asambleas ciudadanas y gobiernos locales puedan tomar decisiones en materia de desarrollo de las comunidades, municipalidades y regiones>>. En dicho proyecto la responsabilidad de Europa y su herencia colonial en el uso de los recursos y la extracción de los mismos son reevaluadas y medidas.